# Povezan graf
Povezan graf, vrsta grafa u teoriji grafova. Ako postoji put među bilo kojim dvama vrhovima graf je povezan, a u suprotnom je nepovezan.
Ako je graf povezan i neusmjeren, razapinjuće stablo u tom grafu je podgraf koji je stablo i razapinje taj graf. Graf je stablom ako su svaka dva vrha u njemu povezana točno jednim putem. Stablo je svaki povezani graf bez ciklusa.
Povezani graf s {\displaystyle n} vrhova ima barem {\displaystyle n-1} brid, a točno {\displaystyle n-1} brid ako i samo ako je stablo.
Svi kritični grafovi su povezani, inače bi svaka komponenta povezanosti imala isti kromatski broj kao čitav graf.